# Austrálie na Letních olympijských hrách 1896
Austrálii na Letních olympijských hrách v roce 1896 v řeckých Athénách reprezentoval jediný muž ve 2 sportech.

## Medailisté
| Medaile | Jméno       | Sport    | Soutěž       |
| ------- | ----------- | -------- | ------------ |
| Zlato   | Edwin Flack | Atletika | Muži 800 m   |
| Zlato   | Edwin Flack | Atletika | Muži 1 500 m |